# Emily Brontëová
Emily Jane Brontëová (30. července 1818 Thornton – 19. prosince 1848 Haworth) byla britská spisovatelka. Nejvíce ji proslavil její jediný román Na Větrné hůrce (Wuthering Heights), klasické dílo anglické literatury. Emily byla druhá nejmladší z pěti sester Brontëových. Publikovala pod mužským pseudonymem Ellis Bell.

## Životopis
Narodila se v Thorntonu u Bradfordu Patricku Brontëovi a Marii Branwellové jako jejich páté dítě. Když byly Emily dva roky, rodina přesídlila na faru v Haworthu, kde její otec začal působit jako vikář. Patrick Brontë, vlastním jménem Brunty, pocházel z chudé irské rolnické rodiny. Vystudoval teologii v Cambridgi a změnil si jméno na vznešeněji znějící Brontë. Matka Maria Branwell naopak pocházela ze zámožné rodiny, která bydlela v jihozápadní části Anglie. Za necelých osm let Maria porodila šest dětí – dcery Mary, Elizabeth, Charlotte, Emily, Anne Brontëovy a syna Patricka Branwella Brontë. Velmi mladá zemřela (ve věku 38 let) a její místo v rodině zaujala Mariina sestra, pro děti tetička Branwellová.
Silně věřící teta dívky vedla k tomu, aby se staly řádnými křesťankami a vzornými ženami. Děti nevyrůstaly v láskyplném prostředí, jakékoliv projevy náklonnosti ze strany tety a otce jim byly cizí. Sama teta Branwellová, která děti vychovávala, nebyla zvyklá dávat najevo své city a otec byl nejčastěji zahloubán do vlastních myšlenek. Není proto divu, že už od raného dětství žily děti ve svém fantazijním světě a tím si vynahrazovaly šedivý obraz reálného života. Emily spolu se svými sestrami Charlotte a Anne i s bratrem Patrickem vymýšleli fiktivní země (Angria, Gondal, Gaaldine, Oceania), které se později objevují i v jejich příbězích.
V době, kdy bylo nejstarší dceři deset let, se otec rozhodl, že dětem dopřeje vzdělání. Vybral penzionát v Yorkshiru, určený pro nemajetné pastorské dcery. Postupně do něj byly odvedeny všechny děti kromě nejmladší Anne a Patricka. V internátní škole panoval velmi tvrdý režim. Mary a Elizabeth onemocněly  tuberkulózou a v roce 1825 zemřely. Otec se rozhodl, že  Emily s Charlotte se vrátí domů. Utrpení, které sestry v penzionátu prožívaly, Charlotte později vylíčila ve svém románu Jana Eyrová.
Emily poté žila, stejně jako její sestry, střídavě doma nebo v laciných internátech. Mezi lety 1826 a 1829 brala hodiny hudby, kreslila a společně se sourozenci začala psát drobné příběhy o imaginárním světě Gondal a hry. V roce 1835 strávila tři měsíce ve škole Roe Head v Mirfieldu, kde byla sestra Charlotte učitelkou. Stesk po domově ji přiměl k návratu  do Haworthu.  Následující tři roky zůstala doma a věnovala se psaní, především poezii. V roce 1838 krátce působila jako  vychovatelka v Miss Patchett's Ladies Academy (ústav pro vzdělávání mladých dam) v Law Hill Hall v Halifaxu.
Roku 1842 odcestovala Emily s Charlotte do Bruselu, kde se učila francouzštinu v penzionátní škole manželů Hegerových. Po smrti tety Branwellové se dívky vrátily domů. Malé dědictví sestry použily k založení vlastní školy. Realizace tohoto plánu však nedopadla podle představ, škola neměla jediného žáka. Charlotte se v lednu 1843 vrátila do Bruselu, ale Emily zůstala v Yorkshiru po zbytek svého života.
Roku 1846 vydaly sestry společné dílo, sbírku básní.  Emily si nepřála zveřejnit své jméno, aby se vyhnula předsudkům, které by v polovině 19. století ženské autorky vyvolaly. Na její žádost si zvolily pseudonymy skrývající jejich pohlaví. V pseudonymech zachovaly jen své iniciály – Ellis (Emily), Acton (Anne) a Currer (Charlotte) Bellovi. Básně se však nesetkaly s úspěchem, a proto se sestry rozhodly pro odlišný žánr. Tak vznikla románová díla Na Větrné hůrce (Emily Brontëová), Agnés Grey (Anne Brontëová) a Profesor (Charlotte Brontëová).
Celý život měly sestry zdraví oslabené pobytem ve škole i drsným podnebím doma. Emily trpěla tuberkulózou, po vydání románu se její zdraví rychle zhoršovalo. Zemřela 19. prosince 1848 krátce po smrti svého bratra, když nastydla na jeho pohřbu. Bylo jí pouhých 30 let. Její ostatky byly pohřbeny v rodinné hrobce v kostele svatého Michaela a všech andělů v Haworthu. 
Dva roky po její smrti vydala sestra Charlotte knihu Na Větrné hůrce znovu jako samostatný román pod jejím skutečným jménem. Teprve v této době bylo její dílo objeveno a doceněno. Román Na Větrné hůrce kritikové začali srovnávat s takovými díly, jakými jsou Ztracený ráj nebo Cesta poutníka. Ona sama je oslavována jako „geniální“, „nesrovnatelná“, či „nadlidská“ a básně i romány sester Brontëových se řadí k nejcitovějším dílům, které v anglické literatuře za tzv. viktoriánské éry vznikly.
Emily Brontëové po sobě zanechala jen velmi málo osobních dokladů či zápisků, záznamy o jejím životě jsou extrémně skromné, protože byla mlčenlivá a zdrženlivá, skrývala svou identitu za literárním pseudonymem. Její osobnost byla posuzována podle nepříznivých dobových kritik románu a prostřednictvím životopisu sepsaného sestrou Charlottou. Časem tak vznikl portrét Emily jako podivínky stranící se lidí, později se přidaly úvahy o možném autismu a další podobné mýty.

## Dílo

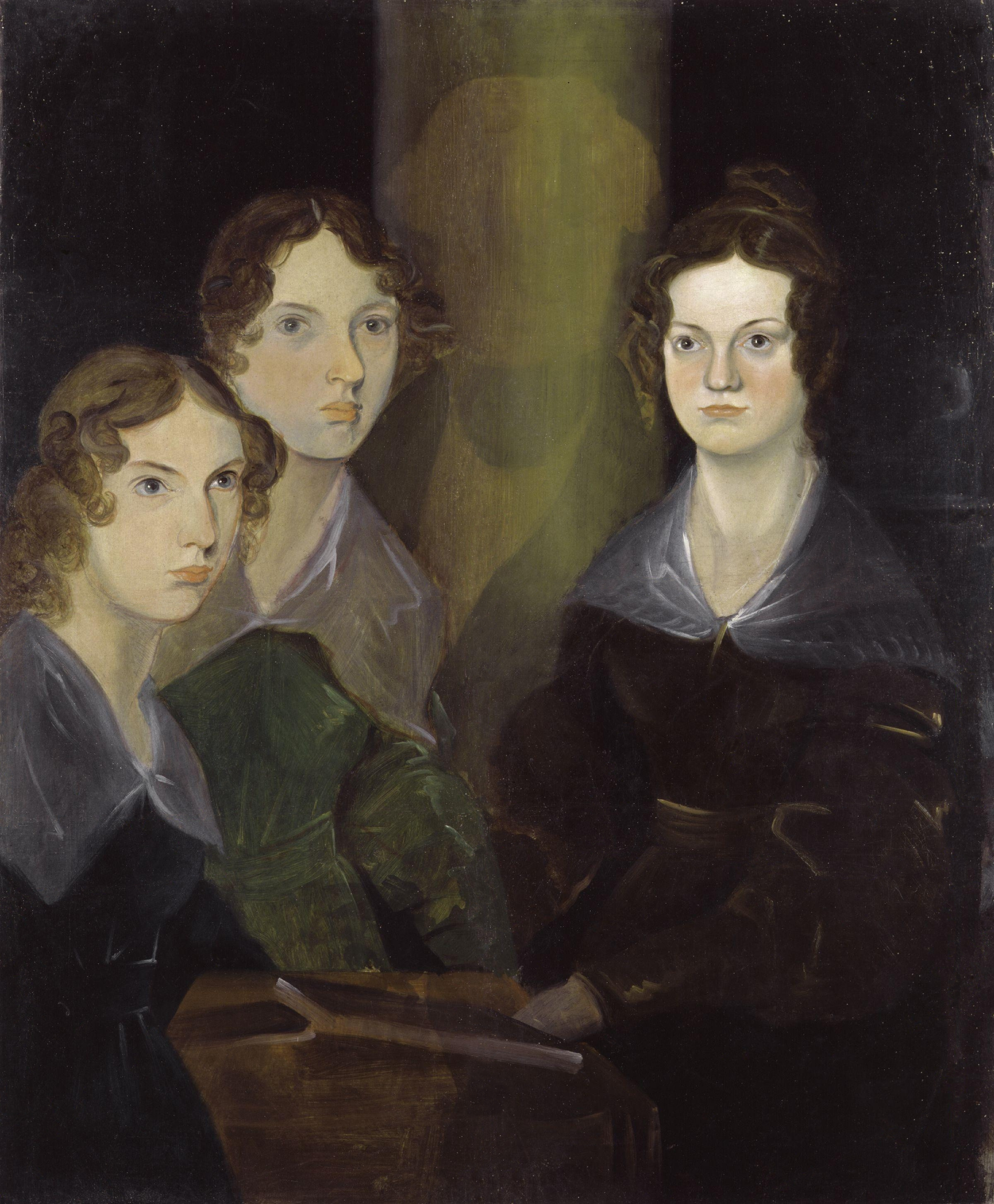
Sestry Brontëovy (Anne, Emily a Charlotte) na obraze namalovaném bratrem Patrickem Branwellem (asi 1834)

V rané tvorbě Emily Brontëové převažují básně, v nichž se promítají všechny okolnosti jejího života, láska k domovu, krajině Yorkshiru i imaginární svět Gondalu. Její první dochované básně pocházejí z roku 1836 a zobrazují některá z pojetí přírody a smrti, zármutek, odloučenost a beznaděj, na které se měla soustředit po zbytek svého života.   V únoru 1844 začala přepisovat své verše do dvou sešitů, jeden s názvem Gondalské básně a druhý bez názvu. Některé z nich pak vybrala na naléhání sestry Charlotte do společné knihy básní, která vyšla v roce 1846 pod názvem  Básně Currera, Ellise a Actona Bellových (Poems by Currer, Ellis and Acton Bel).
Svůj jediný román Na Větrné hůrce vydala Emily roku 1847. Inspirací jí byly oblíbené „moors“ (vřesoviště), které doma často ráda sledovala. Na Větrné hůrce vydala pod pseudonymem jako dva svazky trojdílného souboru (třetí svazek byla Agnés Grey od sestry Anne). Inovativní struktura díla však ve své době vyvolala smíšené reakce.

### Obsah díla
Děj románu Na Větrné hůrce zachycuje osudy dvou rodů od roku 1770 až do počátku 19. století. Celý příběh vypráví služebná Nelly Dean, která sama mohla sledovat životy dvou anglických rodin z Yorkshiru. Životní příběhy těchto dvou rodin Nelly přibližuje cizinci Lockwoodovi, který si v Yorkshiru pronajal usedlost.
Majitel usedlosti Větrná hůrka Earnshaw nalezne na jedné ze svých cest opuštěného cikánského chlapce. Rozhodne se jej vychovat spolu se svými dvěma vlastními dětmi Kateřinou a Hindleyem a pojmenuje jej Heathcliff. Kateřina chlapce od začátku přijme jako sobě rovného, ale Hindley na něj žárlí a s Heathcliffem si nerozumí. Když otec dětí Earnshaw zemře, Hindley se stane pánem Větrné hůrky a z Heathcliffa udělá čeledína. Hindley Heathcliffa začne i týrat a otevřeně jej ponižuje, což Heathcliff nese velmi těžce. Nelehkou situaci mu pomáhá přestát blízký vztah s nespoutanou Kateřinou, která s Heathcliffem tráví volný čas a otevřeně vůči němu projevuje svou náklonnost.

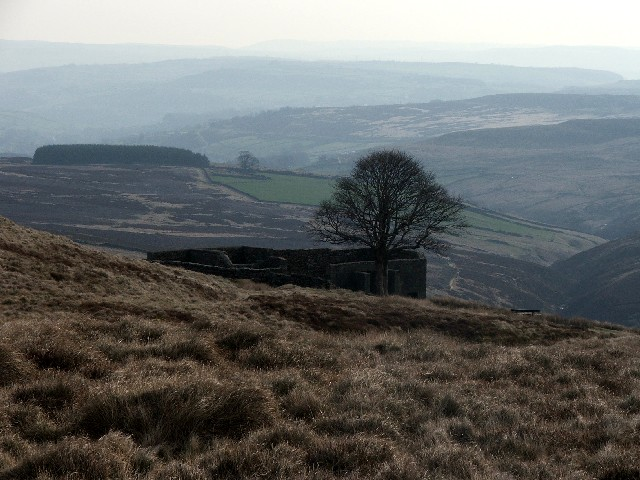
Top Withens House, inspirace pro román Na Větrné hůrce

Kateřina se spřátelí s Edgarem a Izabelou Lintonovými, kteří žijí v nedaleké usedlosti Drozdov. Obzvlášť dobře si začne rozumět s jemným a citlivým Edgarem. Heathcliff v něm však vidí soka a nepřítele. Kateřina se s bohatým Edgarem zasnoubí, aby se mohla stát váženou paní a aby pomohla Heathcliffovi z jeho poníženého postavení, protože ho miluje. To Heathcliff ale netuší, a proto z Větrné hůrky uteče.
Po čase se Heathcliff vrací jako zámožný pán. V té době je už Kateřina provdaná za Edgara a žije s ním na Drozdově, panství Lintonů. Heathcliff svého postavení využívá a mstí se za příkoří, kterých se na něm ostatní v minulosti dopustili. Od zkrachovalého Hindleyho odkoupí Větrnou hůrku a stane se zde tyranským pánem. Kateřina s Heathcliffem si vyznávají lásku a chystají se spolu utéct, ale v té době je už Kateřina nemocná a hned poté, co porodí dceru – Katku – umírá.
Po Kateřinině smrti se Heatcliffovo tyranské chování projeví naplno. Je tyranský vůči své manželce Isabel a později také vůči svému synovi Lintonovi i Hindleyho synovi Haretonovi, z kterého si udělá sluhu a pacholka pro všechno. Nakonec je tyranský i vůči Kateřinině dceři Katce. Tu násilím přinutí, aby si vzala Lintona a on tak mohl do svého vlastnictví získat i Drozdov. Heathcliff nakonec umírá a Katka se vdává za svého bratrance Haretona, kterým předtím opovrhovala.

### Novátorství díla
Její kniha nebyla ve své době čtenářstvem přijata kladně. Až moderní odborníci/ce ocenili/y literární význam tohoto originálního díla. Tvořila sice v době romantismu, ovšem nejrozporuplnější postavu románu, Heathcliffa, neidealizovala a neromantizovala. Vykreslovala jej současně jako člověka, který dokázal být stejně tak citlivý, milující a zranitelný jako krutý, vypočítavý a mstivý. Heathcliff po celou dobu zůstává nahlížen jako rozervaná osoba. Ani na konci knihy nedojde k opětovnému odhalení citlivého nitra postavy a k ospravedlnění jeho negativního chování tak, jako tomu u klasických romantických děl bývá.
Druhým velmi výrazným jedinečným rysem románu jsou netradiční charaktery hlavních postav a jejich ztvárnění. Emily Brontë ve svém románu porušuje klasický pohled na ženství a mužství. Její postavy nemají stereotypně přiděleny vlastnosti podle svého pohlaví a překračují tak hranice (nejenom) tehdejších představ o genderové struktuře společnosti.
Hlavní hrdinka Kateřina je energická, impulzivní dívka, mnohem samostatnější než její protějšek Edgar, který působí jako citlivý a pasivní muž. Do jisté míry evokuje představu jedince vychovávaného ve zlaté kleci, zatímco Kateřina se svobodně proháněla s Heathcliffem po yorkshirských vřesovištích. Pokud se zaměříme i na druhou generaci obou rodin, nestandardní zacházení s přívlastky hrdinů a hrdinek se opakuje. Kateřinina dcera Katka sice působí jemně, ale je zdravotně odolnější než Heathcliffův syn Linton, který má zdraví velmi podlomené. Katka je také odvážnější a snaží se Heathcliffově krutovládě vzdorovat, čehož ani Linton, ani Hareton nejsou schopni.
Celkově hlavní ženské hrdinky románu, Kateřina a její dcera Katka, představují postavy mnohem vzdělanější a na vyšší společenské úrovni než jejich mužští partneři. Ženy (a také příslušníci/ice nižších vrstev) navíc představují postavy morálně i fyzicky zdatnější oproti jejich mužským a majetným protějškům. Pro dobu 19. století byl revoluční i fakt, že celý příběh vypráví žena a navíc služebná Nelly Dean.